# Gaijin Entertainment
Gaijin Entertainment ist ein ungarischer Entwickler und Publisher von Videospielen mit Hauptsitz in Budapest und zusätzlichen Niederlassungen in Larnaka, Riga, Karlsruhe, Eriwan und Dubai. Das Unternehmen ist vor allem bekannt für die Videospiele War Thunder, Crossout, Star Conflict, CRSED: F.O.A.D. (früher bekannt als Cuisine Royale) und Enlisted. Das Team von Gaijin Entertainment veröffentlichte Videospiele auf allen weit verbreiteten Videospielplattformen (PC, PlayStation 4, PlayStation 5, PlayStation 3, Xbox 360, X Box Series X, Mac OS, Linux, iOS und Android).

## Geschichte
Gaijin Entertainment wurde 2002 in Russland von Anton und Kirill Yudintsev gegründet, deren erstes großes Projekt das PC-Rennspiel Adrenaline war. Nach dem erfolgreichen Start von War Thunder im Jahr 2012 wurde ein Büro in Deutschland gegründet, um den globalen Betrieb und das Marketing zu verwalten. Das Unternehmen verlegte sein Vertriebsgeschäft um 2015 von Moskau nach Budapest, kurz darauf folgte sein Entwicklungshauptsitz.
Derzeit werden alle Gaijin-Online-Spiele von Deutschland, Zypern und Ungarn aus betrieben, während die Entwicklung über ganz Europa verstreut ist. Das Unternehmen hat nun insgesamt sechs Niederlassungen: in Karlsruhe (Deutschland), Larnaka (Zypern), Budapest (Ungarn), Riga (Lettland), Dubai (VAE) und Eriwan (Armenien). Das Unternehmen beschäftigt rund 200 Mitarbeiter, die auf diese Niederlassungen verteilt sind, davon 60 in der ungarischen Zentrale.
Die Gaijin Entertainment Group erwirtschaftete im Jahr 2020 mehr als 10 % des gesamten Gewinns der ungarischen IT-Branche und wurde zum größten IT-Steuerzahler des Landes. Laut offizieller ungarischer Steuerbehörde hatte Gaijin zum 1. Januar 2021 27 Mitarbeiter in Ungarn.
Während Gaijin in den 2000er Jahren einige Einzelspieler-Spiele produziert hat, konzentriert sich das Unternehmen jetzt auf kostenlose Online-Titel. Laut László Perneky, dem leitenden Programmierer von Gaijin, „spielen diejenigen, die über Projekte im Unternehmen entscheiden können, am liebsten Multiplayer-Spiele“.

## Gerichtsverfahren
Das Unternehmen machte 2013 auf sich aufmerksam, indem es rechtliche Schritte gegen den Inhaber der Domain gaijin.com in die Wege leitete. Dabei handelte es sich um eine Internetseite, die nichts mit der Gaijin Entertainment oder deren Produkten zu tun hatte und bereits sieben Jahre vor der Unternehmensgründung existierte. Das Gerichtsverfahren wurde im November 2013 eingestellt.

## Spiele

### Eigene Entwicklungen
Der erfolgreichste Titel von Gaijin Entertainment ist mit Abstand War Thunder, mit einem „Metascore“ von 82 laut Metacritic für die Windows-Fassung des Spiels. Besonders hervorgehoben werden häufig die gute grafische Darstellung der Luftkämpfe und die überzeugende Nachbildung der historischen Vorlagen aus dem Zweiten Weltkrieg. Von Kritikern wird zumeist das schmucklose Interface bemängelt.
| Name                               | Plattform                                             | Veröffentlichung | Genre              |
| ---------------------------------- | ----------------------------------------------------- | ---------------- | ------------------ |
| Enlisted                           | Windows, Linux, Xbox Series X, PS4, PS5               | 2021             | Action-MMO         |
| War Thunder                        | OS X, Linux, Windows, PS4, Xbox One, PS5, Xbox Series | 2013             | Action-MMO         |
| Skydive: Proximity Flight          | PS3                                                   | 2013             | Flugsimulation     |
| Run'n'Gun                          | iOS                                                   | 2013             | Jump ’n’ Run       |
| Fantasy Conflict                   | iOS                                                   | 2012             | Strategie          |
| Blades of Time                     | OS X, Windows, PS3, Xbox 360                          | 2012             | Actionspiel        |
| Birds of Steel                     | PS3, Xbox 360                                         | 2012             | Flugsimulation     |
| Modern Conflict 2                  | iOS                                                   | 2011             | Strategie          |
| Oniblade                           | Windows                                               | 2011             | Actionspiel        |
| Modern Conflict                    | iOS, Android                                          | 2010             | Strategie          |
| Braveheart                         | iOS                                                   | 2010             | Action-Rollenspiel |
| Apache: Air Assault                | Xbox 360, PS3, Windows                                | 2010             | Flugsimulation     |
| Anarchy: Rush Hour                 | PS3                                                   | 2010             | Rennsimulation     |
| Wings of Prey – Wings of Luftwaffe | Windows                                               | 2010             | Flugsimulation     |
| Death Track: Resurrection          | PS3                                                   | 2010             | Rennsimulation     |
| Wings of Prey                      | Windows                                               | 2009             | Flugsimulation     |
| IL-2 Sturmovik: Birds of Prey      | Xbox 360/PS3/NDS/PSP                                  | 2009             | Flugsimulation     |
| X-Blades                           | Xbox 360, PS3, Windows                                | 2009             | Actionspiel        |
| Adrenalin: Extreme Show            | Windows                                               | 2005             | Rennsimulation     |
| CRSED:FOAD                         | PS4, PS5, PC                                          | 2017             | Battle Royale      |

### Gaijin als Publisher
Diese Spiele wurden nicht von Gaijin Entertainment entwickelt.
| Name          | Plattform                                                      | Veröffentlichung | Entwickler      | Genre      |
| ------------- | -------------------------------------------------------------- | ---------------- | --------------- | ---------- |
| Crossout      | Windows, Xbox Series X, Xbox One, PlayStation 4, PlayStation 5 | 2017             | Targem Games    | Action-MMO |
| Star Conflict | Windows, Mac OS X, Linux, BSD                                  | 2014             | Star Gem Inc.   | Action-MMO |
| Dance Magic   | PlayStation 3                                                  | 2013             | Targem Games    | Tanzspiel  |
| Lilt Line     | wiiware                                                        | 2010             | Different Cloth | Arcade     |

## Film
Gaijin brachte 2016 zusammen mit den Libyan Palette Studios den Film 28 Gardisten heraus, (deutsch: 28 Soldiers - Die Panzerschlacht, russisch 28 панфиловцев 28 panfilowzew) heraus. Der Film erzählt die Geschichte von Iwan Wassiljewitsch Panfilow, so wie sie zu Kriegszeiten erzählt wurde und ignoriert dabei die spätere Kritik an der Geschichte. Der deutsche Titel suggeriert ein Gefecht zwischen Panzern, allerdings hatten die sowjetischen Soldaten in der Geschichte und im Film keine Panzer. Der Film wurde auch mit Hilfe von Crowdfunding finanziert.

## Kritik
Am 21. Juni 2020 wurde die Pornodarstellerin Eva Elfie von Gaijins War Thunder gesponsert, was eine leichte Kontroverse innerhalb der Community auslöste.
Im Januar 2021, nachdem die Logos von War Thunder und Crossout in einem Video des Donbas-YouTube-Kanals „High Caliber Mayhem“ zu sehen waren, wurde Gaijin beschuldigt, indirekt pro-russische Separatisten im Krieg im Donbass finanziert zu haben. High Caliber Mayhem hat jegliche Verbindungen zu den separatistischen Streitkräften bestritten und eine Erklärung veröffentlicht, in der behauptet wird, dass das gesamte Geld aus allen Anzeigen auf diesem Kanal für humanitäre Hilfe für Zivilisten ausgegeben wurde. Das Video, das die War-Thunder-Werbung zeigt, wurde aus dem YouTube-Kanal von High Caliber Mayhem entfernt.
Als Antwort auf die Kontroverse erklärte Gaijin: “We do not provide political support to anyone anywhere. We know nothing about politics and prefer to stay out of it. Our agency that ordered an ad in the video in question took it down when they realized they might drag us into a political discussion. We have nothing more to comment regarding this, we prefer to talk about games and games only.” (deutsch: „Wir bieten niemandem irgendwo politische Unterstützung. Wir wissen nichts über Politik und halten uns lieber raus. Unsere Werbeagentur, die eine Anzeige in dem vorgenannten Video bestellt hat, hat sie entfernt, als sie erkannte, dass sie uns in eine politische Diskussion hineinziehen könnte.“)
Im Rahmen des Ukraine-Kriegs 2022 legt der Entwickler großen Wert darauf, als europäisches Unternehmen wahrgenommen zu werden, obwohl der Schwerpunkt der Tätigkeit immer noch in Russland liegt. Das Spiel hatte 2021 einen anti-ukrainischen Youtube-Kanal gesponsert, und auch der Film 28 Gardisten von Gaijin hat einen nationalistischen Tenor. Auch wurden mit Beginn der Auseinandersetzungen in der Ukraine in einigen Spielen die Kommunikationsmöglichkeit entfernt, da es immer wieder zu politischen Diskussionen im Chat kam und man dies damit unterbinden wollte.